# Vuchtschoot
Vuchtschoot is een buurtschap in de gemeente Breda in de Nederlandse provincie Noord-Brabant. Het ligt ten zuidwesten in het buitengebied van de stad Breda, tussen de buurtschappen Lies en Achterste Rith.
In 1840 waren er 21 huizen en 132 inwoners. Thans circa 10 huizen en 25 inwoners.
Hoofdplaats: Breda      Dorpen / stadswijken: Bavel (deels) · Effen · Ginneken · Prinsenbeek · Princenhage · Teteringen · Ulvenhout (deels) 

Buurtschappen: Achterste Rith · Bolberg · Diunt · Eikberg · 
IJpelaar · Lage Aard · Lies · Lijndonk · Overa · Rith · Roosberg · Strikberg · Tervoort · Vaareind · Verloren Hoek · Vuchtschoot · Westrik

Noord-Brabant: Steden en dorpen      Nederland: Provincies · Gemeenten